# Cochise (Audioslave)
Cochise è il primo singolo del gruppo musicale statunitense Audioslave, pubblicato nel 2002 ed estratto dall'album Audioslave.

## Tracce
- CD

1. Cochise - 3:42
2. We Got the Whip - 4:05
3. Gasoline (Live from Letterman) - 4:43
4. Cochise (Video Version) - 3:42

## Video
Il video del brano è stato diretto da Mark Romanek.

## Classifiche
| Classifica (2002) | Posizione raggiunta |
| ----------------- | ------------------- |
| Stati Uniti       | 69                  |